# 諾扎伊-尤爾特區

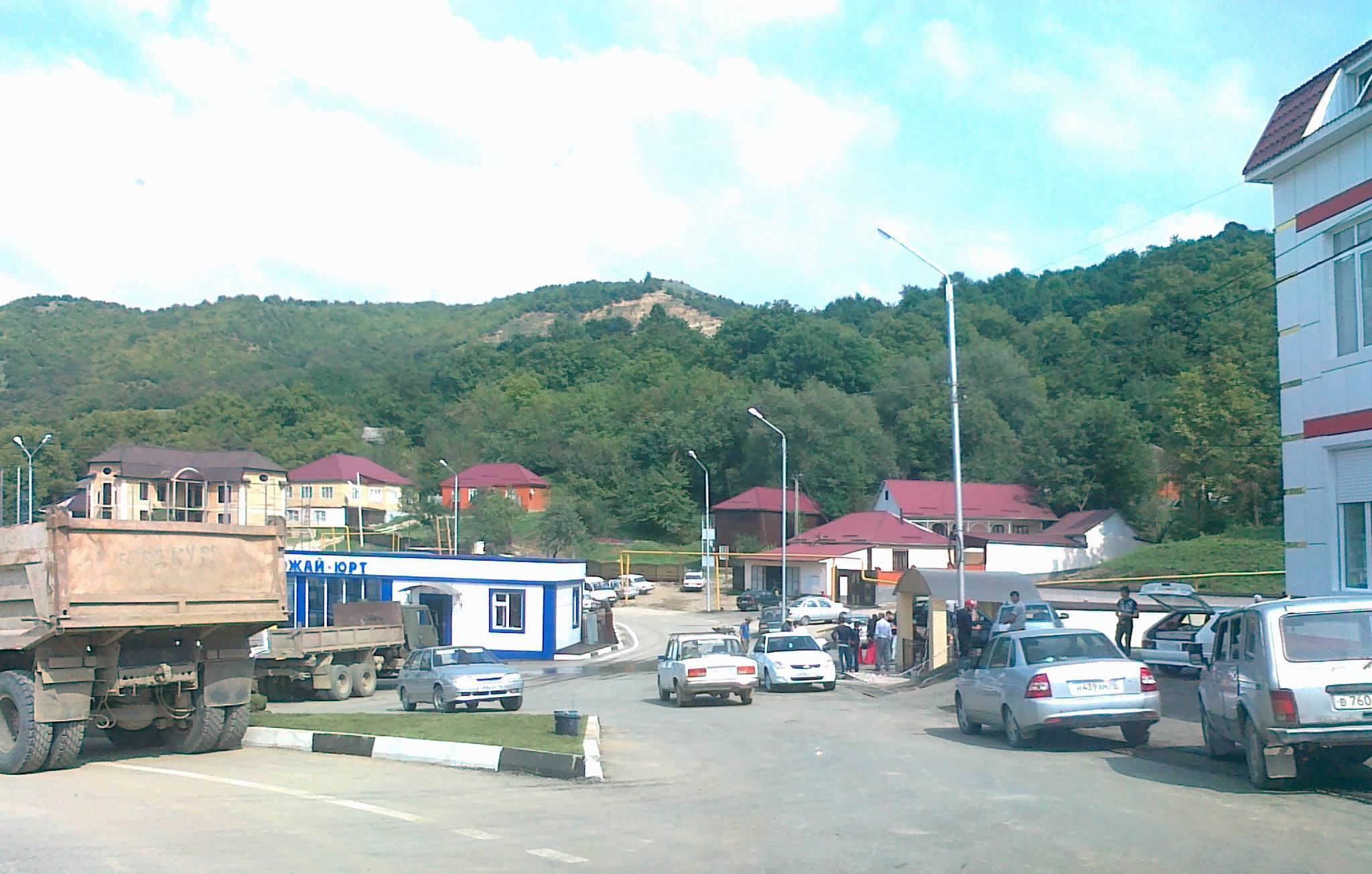

43°05′45″N 46°22′35″E / 43.09583°N 46.37639°E
諾扎伊-尤爾特區（俄语：Ножай-Юртовский район），是俄羅斯的一個區，位於該國西南部，由車臣共和國負責管轄，面積629平方公里，2010年人口49,445，人口密度每平方公里78.61人。